# Idionyx yolanda
Idionyx yolanda är en trollsländeart som beskrevs av Selys 1871. Idionyx yolanda ingår i släktet Idionyx och familjen skimmertrollsländor. IUCN kategoriserar arten globalt som livskraftig. Inga underarter finns listade i Catalogue of Life.